# 曾攀
曾攀（1963年2月—2019年7月），塑性成形领域学者、清华大学机械工程系教授，研究领域为机械工程。海南省海口市人，中共党员。中华人民共和国教育部第二批“长江学者”特聘教授。主持多个重点学术项目、出版多本学术著作、发表过百篇论文、获得多个奖项。1982年获西北工业大学飞机系工学学士学位，1985年获北京航空航天大学航空宇航制造工程系工学硕士学位，1988年获清华大学机械工程系工学博士学位，1990年和1992年分别在大连理工大学和西南交通大学担任博士后，1992年起在清华大学任教，1993年晋升为教授，1994—1995 年在德国斯图加特大学进行研究工作。

## 部分作品或译著
- 《有限元分析及应用》[5]
- 《工程有限元方法》[6]
- 《塑性非线性分析原理》[7]
- 《结构的建模与分析》
- 《材料的概率疲劳损伤力学及现代结构分析原理》[8]